# مزرعه آقا
مزرعه آقا یک منطقهٔ مسکونی در ایران است که در دهستان رباطات واقع شده‌است. مزرعه آقا ۱۳۷ نفر جمعیت دارد.